# Burgess Model H
El Burgess Modelo H era uno de los primeros aeroplanos diseñado y construido en los Estados Unidos, una de las primeras máquinas aéreas diseñadas específicamente para un uso militar y el primer avión con planta motriz tractora en servicio con el US Army.

## Historia
Clasificado como Modelo H , fue desarrollado y construido en 1912 por la compañía  W. Starling Burgess Company and Curtiss (sin relación con Glenn L. Curtiss). Impulsado por un motor Renault de 70 cv con la hélice en configuración tractora,  este biplano de entrenamiento tenía aberturas en tándem para piloto y copiloto, después del rediseño realizado en 1914 por Grover Loening, por entonces un ingeniero civil trabajando para el Ejército Norteamericano. Loening fue la primera persona en recibir un grado académico en ingeniería avanzada en aeronáutica, de la Columbia University en 1910, y más tarde fue un miembro fundador de las compañías Sturtevant Aircraft Company y Loening Aircraft Engineering.
La División Aeronáutica del Cuerpo de señales del Ejército de los Estados Unidos (Aeronautical Division, U.S. Signal Corps) adquirió cinco unidades Burgess H para su Primer Escuadrón de Reconocimiento Aéreo (1st Aero Squadron) con sede en North Field, California. Estas unidades estuvieron entre las unidades 24 y 28 adquiridas por el ejército. Un sexto Modelo H fue enviado a la Marina de Estados Unidos (U.S. Navy .

## Operadores
Estados Unidos
- U.S. Army
- U.S. Navy

## Especificaciones

### Características generales
- Tripulación: 2
- Longitud: 8,5 m (27,8 ft)
- Envergadura: 10,5 m (34,5 ft)
- Planta motriz: 1×  Renault.
  - Potencia: 51 kW (69 HP; 70 CV)